# Ilija Slavnić
Ilija Slavnić (r. Donji Korićani, 1908.), visoki vojni dužnosnik i dužnosnik BiH.

## Životopis
Rodio se u Donjim Korićanima. Pred Drugi svjetski rat na radnom mjestu šumskog radnika. Suorganizator ustanka srpsko stanovništva oko Korićana, Petrova polja i Šipraga s članovima KPJ. Uspostavom NDH poticao srpsko stanovništvo na pobunu protiv NDH. Početkom kolovoza, na pravoslavni Ilindan 2. kolovoza je po zaravni planine Vlašića održavao masovne sastanke s mještanima gdje ih je pozivao na ustanak protiv NDH. 7. kolovoza je vodio je sastanak u šumi na Petrovom polju pred više od dvjesta srpskih seljaka iz sela Imljana, Korićana i okolnih sela na kojem se jednoglasno zaključilo da će dići ustanak i povesti akciju protiv ustaške vlasti. Sastanci su u svezi sa zapovijedi zapovjednika četničkih gorskih stožera generalstožerskog pukovnika Draže M. Mihajlovića iz kolovoza 1941. o formiranju četničkih jedinica. Došao je na čelu Imljanske čete. Imljanskom je četom zapovijedao do svibnja 1942. godine. Tog se mjeseca učlanio se u KPJ te s dijelovima 4. Krajiškog odreda NOP otišao u Bosansku Krajinu sudjelovati u ofenzivi na Kozari. Nakon toga se vratio na matično područje Imljana i Korićana gdje je obnašao dužnosti zapovjednika mjesta Kotor Varoša, zapovjednika bataljuna (bojne) i 4. Krajiškog odreda NOP, pa Banjolučkog odreda NOP, zapovjednika područja za Srednju Bosnu, zapovjednika okruga Kotor Varoš–Banja Luka. 1944. godine izabran je za člana drugog zasjedanja ZAVNOBIH-a. Poslije rata umirovljen je u činu majora (bojnika) u pričuvi a nastavio je djelovati na društveno-političkim dužnostima.

## Priznanja
Primio je brojna ratna i mirnodopska odlikovanja i Partizansku spomenicu 1941.